# Gustav Helsted
Pour les articles homonymes, voir Helsted.
Gustav Carl Helsted (Copenhague, 30 janvier 1857 – Copenhague, 1er mars 1924) est un organiste et compositeur danois. Il était le fils du compositeur Carl Helsted, frère du peintre Viggo Helsted et neveu du compositeur Edvard Helsted.

## Biographie
Il commence sa formation systématique à l'âge de 22 ans. Dans les années 1879-1882, il étudie à l'Académie royale danoise de musique avec Gade, Johan Christian Gebauer, Johann Peter Emilius Hartmann et Gottfred Matthison-Hansen.
En 1885, il reçoit une bourse du det anckerske Legat et entreprend un voyage d'étude en Allemagne, en France et en Italie. Dans les années 1888-1889, il est répétiteur au Théâtre Royal à Copenhague et entre 1891 et 1915, organiste à la Jesuskirken. Il est ensuite, dès 1892, professeur en théorie de la musique et en 1904, professeur d'orgue à l'académie de Musique. Parmi ses élèves, figure Rued Langgaard. En 1915, il est nommé organiste du grand orgue de l'Église de Notre-Dame. Alors qu'il tenait l'orgue de la Jesuskirken, inspiré par Gottfred Matthison-Hansen, il a donné un certain nombre de concerts populaires, composés d'œuvres de Haendel, Bach et d'autres compositeurs anciens, mais aussi des maîtres contemporains  français de l'orgue, tels César Franck.
Une grande partie de ses compositions ont été jouées aux concerts organisés par la société des Concert de la société danoise, dont il est le cofondateur en 1901 et pour de nombreuses années, le président. Il a également été parmi les fondateurs de Sinfonia, la société des concert de musique de chambre en 1889 (avec Carl Nielsen et Louis Glass) et la société des compositeurs danois en 1903. Il a été également un administrateur à partir de 1907 de la Société pour la publication de la musique danoise. En 1917, il était fait Chevalier de la Dannebrog.
Il est enterré au Cimetière Holmens. Helsted est reproduit dans une citation par N. V. Dorph, 1895.
Sa musique est décrite par ses contemporains comme « étrange ». Gerhardt Lynge écrit : « Il se garde loin des autoroutes, travaille toujours par une forte aspiration d'artiste, choisit ses ressources capricieusement, jure aveuglément pour les idéaux. »

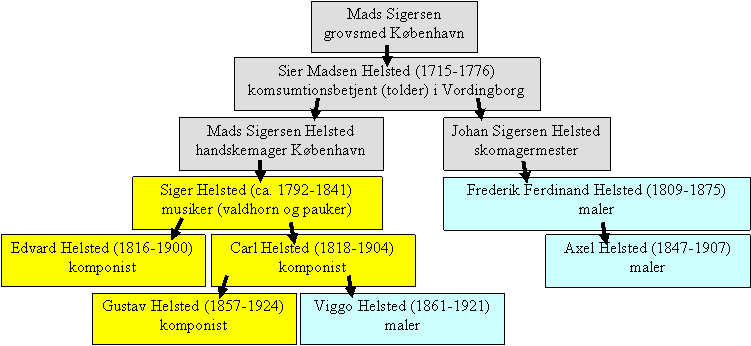
Membre de la famille Helsted

## Distinctions
- Chevalier de l'ordre de Dannebrog

## Œuvres
- Ouverture en ut mineur (firhændig piano 1875)
- Scherzo en ut-dièse mineur (pour 2 pianos ou quatre mains, 1880)
- Quatuor à cordes en si mineur (1881)
- op. 1 – Erotiske Sangtekster (voix et piano 1883)
- op. 2 – Symphonie no. 1 en ré mineur (1883)
- op. 3 – Quatuor à cordes no. 1 en la mineur (1884)
- Romance en sol majeur, pour violon et piano 1884)
- Romance en la majeur (violon et piano 1885)
- op. 4 – Une Histoire d'amour (piano 1886)
- op. 5 – Sur la promenade, sur une journée d'Été (suite pour orchestre 1885)
- op. 6 – trio pour piano en mi mineur (1886)
- op. 7 – Six mélodies (1886)
- op. 8 – concerto pour violon en do majeur (1887)
- op. 9 – En Bryllupsfest [Une fête de mariage] (suite orchestrale 1887)
- op. 10 – Suite no. 2 en la majeur (orchestre, 1887)
- op. 11 – Romance pour violon et orchestre en sol majeur (1888)
- op. 12 – Cinq mélodies (1889)
- op. 13 – Sonate en la majeur (violon et piano 1889)
- op. 14 – Cinq fantaisies pour piano (1889)
- op. 15 – Gurresange (solistes, chœur et orchestre, 1889)
- op. 16 – Fantasisonate en mi mineur (l'organe 1890)
- Marche funèbre en do mineur – « In memoriam Niels W. Gade » (orchestre 1891)
- op. 17 – Trio en ut majeur (violon, alto et violoncelle, 1891)
- op. 18 – Decet en ré majeur (quintette à vent, quatuor à cordes et contrebasse 1891)
- op. 19 – Quatuor à cordes no. 2 en ut mineur (1891)
- op. 20 – Sonate no. 2 en sol majeur (violon et piano 1892)
- op. 21 – Quintette à cordes en mi-bémol majeur (1895)
- op. 22 – Symphonie no. 2 en mi-bémol majeur (1886)
- op. 23 – Mélodies par J. P. Jacobsen (1896)
- op. 24 – Quatuor à cordes no. 3 en fa majeur (1898)
- op. 25 – La mort d'Abel (solistes, chœur et orchestre 1895/1912)
- op. 26 – Quatuor à cordes en mi-bémol majeur (1892/1907)
- Prélude en la-bémol majeur (orgue 1900)
- op. 27 – concerto pour Violon no. 2 h-mineur (1900/1909)
- op. 28 – Dansemusik (chœur de femmes et duo de piano 1905)
- op. 29 – sonate pour orgue en ré majeur (1906)
- op. 30 – Notre terre (solistes, chœur et orchestre, 1907)
- op. 31 – Stormklokken (opéra 1900/1911)
- Romance en sol majeur, pour violoncelle et piano 1907)
- 24 Mélodies (1899-1907)
- Romance en fa majeur pour violon et piano en 1909)
- Prélude en sol majeur (orgue 1915)
- Suite pour orchestre à cordes (1919)
- Dieu Helligaand! fill – in (chœur 1920)
- La neige (chœur et orchestre 1921)
- op. 32 –  Sommer i Gurre (poème d'Holger Drachmann)
- op. 33 – Quatuor à cordes en fa mineur (1922)
- op. 35 – concerto pour violoncelle en do majeur
- Marche funèbre (P. S. Kröyers funérailles – orgue)